# Ferschweiler-Plateau

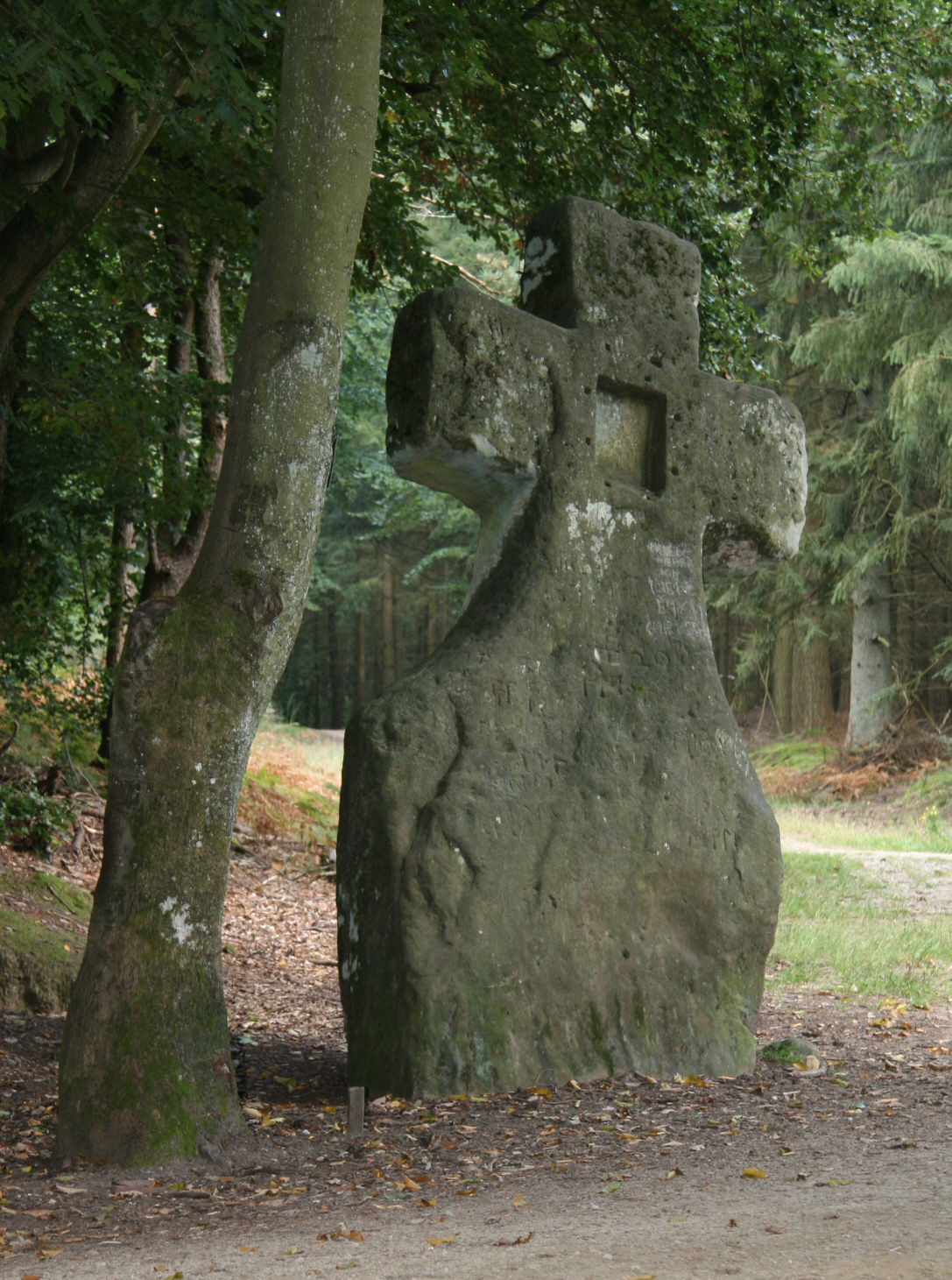
Fraubillenkreuz

Das Ferschweiler-Plateau, auf dem unter anderem die Gemeinden Ferschweiler und Ernzen liegen, ist eine ausgedehnte Hochebene aus Sandstein und befindet sich im Eifelkreis Bitburg-Prüm in Rheinland-Pfalz. Landschaftlich gesehen liegt das Ferschweiler-Plateau in der Südeifel.
Das Ferschweiler-Plateau ist insbesondere für seine vielen neolithischen (jungsteinzeitlichen) Stätten bekannt. Zu erwähnen wären insbesondere das aus der Megalithkultur stammende und der Überlieferung nach vom Missionar Willibrord aus einem über 4,50 m hohen Hünenstein eigenhändig umgemeißelte, nun noch 3,50 m hohe Fraubillenkreuz, der Langstein und der Druidenstein. Auf dem Rücken des Plateaus befinden sich zudem die Teufelsschlucht sowie ein neolithisches und ein gallo-römisches Gräberfeld.
Beim Ferschweiler-Plateau handelt es sich (wie auch bei den benachbarten kleineren Plateaus von Bollendorf und Wolsfeld) um eine Schichtstufe, die durch den wasserdurchlässigen Luxemburger Sandstein aus dem Jura (Lias li2) gebildet wird, der größtenteils auf den meist grundwasserstauenden Schichten der oberen Trias (Keuper) liegt.